# ماري ديفيس
ماري ديفيس (بالإنجليزية: Mary Davis)‏ هي ممثلة أمريكية، ولدت في 1870، وتوفيت في 15 يوليو 1944.

## وصلات خارجية
- ماري ديفيس على موقع IMDb (الإنجليزية)